# Бадалян, Хачатур Аршакович
Хачатур Аршакович Бадалян (род. 17 декабря 1923, село Азат, Азербайджанская ССР) — советский и армянский врач-стоматолог. Доктор медицинских наук, профессор. Действительный член Академии хирургических наук Армении.

## Биография
Родился 17 декабря 1923 года в селе Азад в семье служащих.
В 1941 году окончил русскую среднюю школу.
В 1941—1945 годах служил в рядах Советской армии.
В 1950 году окончил Московский медицинский стоматологический институт (ММСИ).
С 1950 по 1951 год — главный стоматолог Аллахвердинского района Армянской ССР и хирург-стоматолог в поликлинике и стационаре.
С 1952 по 1957 год — ординатор челюстно-лицевого отделения Ереванского научно-исследовательского института травматологии и ортопедии (ЕрНИИТО), а также старший лаборант кафедры оперативной хирургии и топографической анатомии Ереванского медицинского института.
За это время совершенствовался в клиниках по челюстно-лицевой хирургии в Москве и Ленинграде.
В 1955 году защитил кандидатскую диссертацию.
С 1955 по 1957 год работал доцентом кафедры госпитальной хирургии (курс стоматологии и челюстно-лицевой хирургии) и заведующим челюстно-лицевого отделения Семипалатинского медицинского института.
С 1960 по 1965 год — руководитель челюстно-лицевой клиники ЕрНИИТО.
С 1965 по 1976 год — доцент кафедры хирургической стоматологии по курсу челюстно-лицевой хирургии и заведующий отделением челюстно-лицевой хирургии при Ереванской городской клинической больнице.
С 1976 по 1982 год — профессор той же кафедры и заведующий клиникой.
В 1973 году защитил диссертацию на соискание учёной степени доктора медицинских наук.
В 1979 году утверждён профессором.
С 1982 по 1989 год — заведующий кафедрой хирургической стоматологии и челюстно-лицевой хирургии и руководитель клиники.
С 1989 года — профессор кафедры хирургической стоматологии по курсу челюстно-лицевой хирургии на базе клиники челюстно-лицевой хирургии ЕрМИ имени Мхитара Гераци.
С 1985 года являлся штатным консультантом по челюстно-лицевой хирургии при Ереванском институте хирургии имени А. Л. Микаеляна.
В 1996 году избран действительным членом Академии хирургических наук Республики Армения.

## Сфера научной деятельности
- Врождённые пороки верхней губы и нёба
- Опухоли челюстно-лицевой области
- Вел научные работы по проблемам гнойных процессов челюстно-лицевой области и травматологии
- Восстановительная хирургия (ринопластика, возмещение дефектов лица, остеосинтез и пр.)

## Общественная деятельность
- Председатель общества стоматологов Армении (1955—1957).
- Член правления Всесоюзного общества стоматологов (1960—1965).
- Президент Ассоциации челюстно-лицевых хирургов и хирургов-стоматологов Армении «Хачатур Бадалян» (1995).

## Сочинения
Является автором более 260-ти научных работ, среди которых 3 монографии, учебник хирургической стоматологии и челюстно-лицевой хирургии, 8 методических и учебных пособий, 6 рационализаторских предложений и изобретений.
- «Восстановление больших дефектов лица филатовскими стеблями» (1968)
- «Учебник хирургической стоматологии» (1992)
- «Лечение переломов челюстей и костей лицевого скелета» (совместно с Ю. М. Погосяном, 1984)
- «Оптимально-раннее хирургическое лечение врождённых несращений верхней губы и нёба» (1984)

## Награды
- Орден Отечественной войны 1 степени (6.04.1985)[1].
- Орден Красной Звезды.
- Орден «За заслуги» 3 степени (Украина, 5.05.2010)[2].
- Значок «Отличнику здравоохранения».